# مركبة مدارية أحادية المرحلة

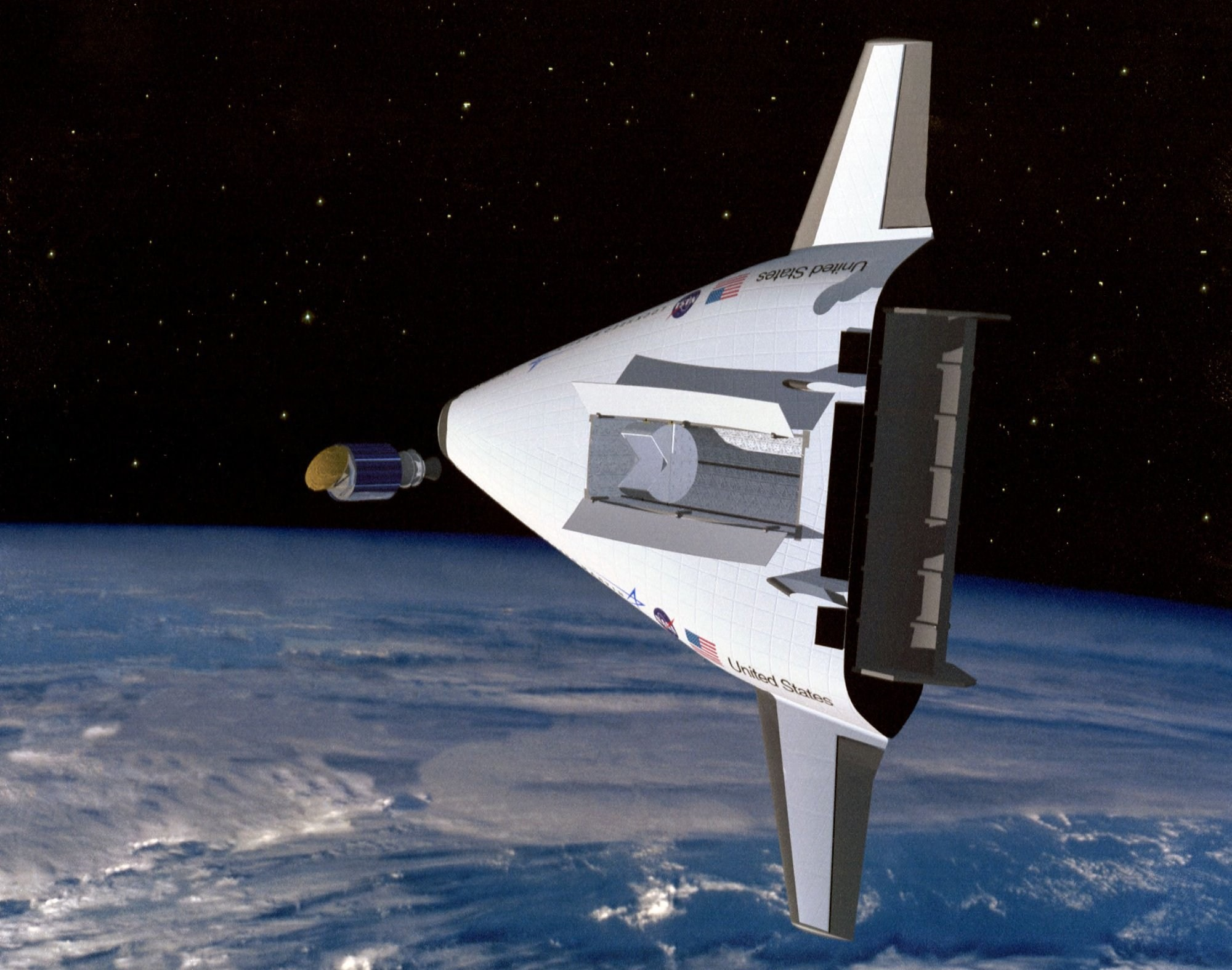

المركبة المدارية أحادية المرحلة (بالإنجليزية: single-stage-to-orbit)‏ هي مركبة فضائية مصممة للوصول إلى المدار من سطح جرم ما باستخدام الوقود والموائع فقط وبدون استهلاك الخزانات أو المحركات أو الأجهزة الرئيسية الأخرى. يشير المصطلح عادةً، ولكن ليس حصريًا، إلى المركبات الفضائية القابلة لإعادة الاستخدام. لم تُبنى أي مركبة إس إس تي أوه مخصصة للإطلاق من الأرض على الإطلاق. حتى الآن، يجري إطلاق المركبات المدارية على متن «صواريخ متعددة المراحل» بالكامل أو بشكل جزئي.
الميزة الرئيسية المتوقعة لمفهوم مركبة إس إس تي أوه هي الاستغناء عن استبدال الأجهزة كما هو موجود في أنظمة الإطلاق المستهلكة. مع ذلك، فإن التكاليف غير المتكررة المرتبطة بالتصميم والتطوير والبحوث والهندسة (دي دي آر وإي) لأنظمة مركبات إس إس تي أوه القابلة لإعادة الاستخدام هي أعلى بكثير من الأنظمة المُستهلكة بسبب التحديات التقنية الكبيرة التي تواجهها، على افتراض إمكانية حل هذه المشكلات التقنية فعليًا.
من الممكن إلى حد قليل إطلاق مركبة إس إس تي أوه فضائية تستخدم وقودًا كيميائيًا من الأرض. تشمل عوامل التعقيد الرئيسية أمام بناء مركبات إس إس تي أوه المنطلقة من الأرض: السرعة المدارية العالية التي تزيد عن 7400 متر/الثانية (27000 كيلومتر/ساعة؛ 17000 ميل/ساعة)؛ والحاجة إلى التغلب على قوة الجاذبية الأرضية، خاصةً في المراحل الأولى من الرحلة؛ والسفر داخل الغلاف الجوي للأرض، الذي يحد من السرعة في المراحل الأولى من الرحلة ويؤثر على أداء المحرك.
بالإضافة إلى ذلك، أدى تقاعد برنامج مكوك الفضاء التابع لناسا إلى انخفاض كبير في كلفة إطلاق الحمولات لكل كيلوغرام إلى مدار أرضي منخفض أو محطة الفضاء الدولية، ما يغني عن الميزة الرئيسية المتوقعة لمفهوم مركبات إس إس تي أوه.
تشمل المفاهيم البارزة لمركبات إس إس تي أوه مركبة «سكايلون» و«دي سي إكس» و«لوكهيد مارتن إكس 33» و«روتون إس إس تي أوه». مع ذلك، على الرغم من إظهار بعض الأمل بالنجاح، لم تنجح أي مركبة في الوصول إلى المدار بعد بسبب مشاكل توفير نظام دفع فعال بما فيه الكفاية.
من الأسهل بناء مركبات إس إس تي أوه على أجرام أخرى غير الأرض لتمتعها بجاذبية أضعف وضغط جوي أقل، مثل القمر والمريخ، وقد تم ذلك بالفعل على القمر باستخدام «وحدة الهبوط القمرية» خلال «برنامج أبولو» بالإضافة للعديد من المركبة الفضائية الروبوتية في «برنامج لونا» السوفيتي.

## نظرة تاريخية

### المفاهيم الأولية
قبل النصف الثاني من القرن العشرين، أُجريت القليل من الأبحاث في مجال السفر الفضائي. خلال ستينيات القرن العشرين، بدأت أولى التصميمات بالظهور لهذا النوع من المركبات.
كانت إحدى أولى مفاهيم مركبات إس إس تي أوه هي «مركبة الفضاء المدارية المستهلكة أحادية المرحلة» (أوه أوه إس تي) التي اقترحها «فيليب بونو»، مهندس في شركة «شركة طائرات دوغلاس». اقتُرحت أيضًا نسخة قابلة لإعادة الاستخدام تُسمى «رووست».
اقتُرح مفهوم مبكر آخر قابل لإعادة الاستخدام يحمل اسم «نيكسس» من قبل عالم الصواريخ «كرافت أرنولد إريك» في أوائل ستينات القرن العشرين. ويُعتبر إحدى أكبر المركبات الفضائية التي تم تصورها على الإطلاق بقطر يزيد عن 50 مترًا وقدرة على رفع ما يصل إلى 2000 طن أمريكي إلى مدار الأرض، إذ صُممت للمهمات الأبعد في نظامنا الشمسي نحو المريخ على سبيل المثال. كانت مركبة «في تي أوه في إل الأمريكية الشمالية المُدعمة بالهواء» من عام 1963 عبارة عن مركبة كبيرة مماثلة مُصممة لاستخدام «محركات نفاثية تضاغطية» لتقليل الكتلة عند الإقلاع عن طريق إزالة الحاجة إلى كميات كبيرة من الأكسجين السائل أثناء السفر عبر الغلاف الجوي.
من عام 1965، قام «روبرت سالكيد» بدراسة مفاهيم مختلفة لطائرات فضائية مدارية مجنحة ذات مرحلة واحدة. اقترح مركبة من شأنها استعمال وقود هيدروكربوني أثناء وجودها في الغلاف الجوي ومن ثم استخدام وقود هيدروجين لزيادة الكفاءة عند وصولها إلى الفضاء.